# Tatta Hitotsu no Koi
Tatta Hitotsu no Koi (たったひとつの恋 Tatta Hitotsu no Koi?), conocida también por el título en inglés de "Just One Love") es una serie de televisión japonesa (un dorama) de corte juvenil con una trama dramática romántica, protagonizada por la actriz, cantante y modelo Haruka Ayase y el actor, cantante, presentador de televisión y locutor de radio Kamenashi Kazuya; la serie se estrenó en Japón el 14 de octubre de 2006 por el canal Nippon Television. La serie retrata la lucha de una joven pareja para superar las diferencias sociales y económicas y eventos trágicos en sus vidas, para conseguir estar juntos y defender su amor. 
La creadora y única guionista de la serie, Kitagawa Eriko, es apodada en Japón como "La Diosa de las Novelas de Amor"; por cuanto ha escrito varios Doramas románticos de gran éxito en audiencia.
En la serie trabajaron como actores dos miembros de la popular banda de música pop y rock KAT-TUN (la serie se estrenó unos meses después que salió al mercado con gran éxito el primer disco de la banda); el protagonista Kamenashi Kazuya, y Koki Tanaka. El tema musical principal de la serie, Bokura no Machi de, es de la banda KAT-TUN.

## Argumento
La historia de Tatta Hitotsu no Koi parece estar ligeramente inspirada en el cuento de la Cenicienta, pero a la inversa; y transcurre en el hermoso escenario de la ciudad portuaria japonesa de Yokohama.  
Hiroto Kanzaki (Kamenashi Kazuya) es un joven con una vida muy dura y que a su corta edad tiene un peso muy grande sobre sus hombros; su padre se suicidó hace algún tiempo por problemas económicos, entonces Hiroto tuvo que asumir el papel de jefe de familia. Él tiene que hacerse cargo de la pequeña empresa familiar, un taller de reparación de barcos y lanchas; una empresa que se encuentra al borde de la quiebra a pesar del trabajo duro de Hiroto y de sus pocos y fieles empleados (él trabaja igual que sus empleados reparando como mecánico). Además Hiroto tiene que cuidar de su hermano menor, un niño enfermo que en las épocas malas de su enfermedad se la pasa la mayor parte del tiempo en silla de ruedas; y también tiene que lidiar con su madre, una mujer con problemas psicológicos y adicta a la bebida, muy problemática y que trabaja por las noches en un bar de los bajos fondos.
Hiroto debió renunciar a estudiar por los problemas de su familia y también a su sueño de jugar béisbol de forma profesional; y afronta un futuro sin esperanzas. La poca alegría que hay en su vida proviene de sus dos grandes amigos (y antiguos compañeros de estudios en la secundaria), otros chicos pobres y sin futuro brillante como él: Kou Kusano (Koki Tanaka) que trabaja de chófer de camiones en una empresa industrial, y Ayuta Ozawa (Hiraoka Yūta) que se está formando para ser mecánico automotriz al mismo tiempo que trabaja de camarero en un pequeño café.
Sin embargo la vida de los amigos, y especialmente de Hiroto, sufre un vuelco cuando por una accidentada casualidad conocen a dos chicas muy distintas a ellos; una es Nao Tsukioka (Haruka Ayase) y la otra es Yūko Motomiya (Erika Toda). 
Nao es la hija de un poderoso y multimillonario empresario, propietario de una cadena nacional de joyerías muy exclusivas, y perteneciente a una familia de abolengo; y Yūko es su mejor amiga, la hija de una pareja de médicos. Ambas asisten a una elitista universidad femenina, donde estudian las hijas de las familias pudientes de la ciudad. Al conocerse, Hiroto y sus amigos les hacen creer que también son hijos de familias adineradas y que asisten a una exclusiva universidad masculina, pero no pasara mucho tiempo antes de que la farsa se descubra. A pesar de ello Nao, que se sintió atraída casi a primera vista por Hiroto, insiste en que ella y su amiga socialicen con Hiroto y sus amigos.
A pesar de sus iniciales prejuicios contra la gente rica, Hiroto no puede evitar sentirse atraído por la bella y dulce Nao; y cuando va descubriendo sus buenos sentimientos y su inocencia infantil no puede evitar terminar enamorándose de ella. Por su parte para Nao es su primer y único amor, y estará dispuesta a sacrificarlo todo por él.
La pareja deberá enfrentar numerosos obstáculos: la oposición a la relación del padre y del hermano mayor de Nao, las acciones infames y vergonzosas de la madre de Hiroto, la situación familiar de Hiroto y los inesperados peligros que surgen del ambiente social marginal con el que se ve obligado a convivir, los malentendidos entre Hiroto y Nao, y un acontecimiento dramático del pasado de Nao (que ella al principio le oculta) que podría tener consecuencias trágicas para su futuro. En su lucha la pareja solo contará con la ayuda incondicional de sus amigos (los amigos de él y la amiga de ella que junto con Hiroto y Nao forman una "pandilla" inseparable).
La historia mantiene hasta el último episodio el suspenso y la tensión acerca de sí la pareja formada por Hiroto y Nao podrá vencer la adversidad y los peligros y alcanzar la felicidad juntos.

## Reparto
- Kazuya Kamenashi como Hiroto Kanzaki, un chico que tuvo que madurar muy pronto por la trágica muerte de su padre que lo dejó a cargo de una empresa familiar casi en quiebra, un hermano enfermo y una madre problemática; lo que frustró sus sueños y esperanzas. Al principio de la historia es un chico muy triste y un tanto amargado, que desprecia a la gente rica (especialmente a los jóvenes) por ser frívolos, egoístas, materialistas y clasistas; pero sus ideas y su mundo cambian cuando conoce a Nao. Atraído al principio por la belleza y el carisma de ella, cuando empieza a conocerla no puede evitar amarla por su dulzura, ingenuidad, sinceridad y buen corazón. Pero se debatirá entre su amor y su obligación con su familia, agobiado además por las adversidades que enfrentará su relación con Nao; pero en el fondo nunca dejará de quererla.
- Haruka Ayase como Nao Tsukioka, una bella chica hija de un empresario multimillonario de una familia de linaje que se ha dedicado durante generaciones a construir un imperio con su cadena de joyerías exclusivas; aparte de ser hermosa y elegante, Nao es una chica muy noble, de buen corazón, bastante ingenua y algo infantil para su edad. También un poco caprichosa al principio de la historia. Cuando conoce a Hiroto se siente atraída por ser un chico guapo, y muy pronto descubre el amor por primera vez, desarrollando un apasionado y enternecedor amor por él. Enfrentará las adversidades y luchará con valor por estar con Hiroto, incluso aunque sobre ella se cierne la sombra de un dramático episodio de su pasado que amenaza con poner un trágico final a su futuro con Hiroto.
- Erika Toda como Yūko Motomiya, la mejor amiga de Nao, tan bella y elegante como su amiga; Yūko también es una chica noble y generosa, aunque más realista y práctica que su amiga. Yūko será el gran apoyo de Nao en su difícil historia de amor con Hiroto y algunas veces conspirara con los amigos de él para acercar o reconciliar a la pareja; se preocupa mucho por Nao a quien ve como una hermana. Se hará muy buena amiga de Hiroto y sus amigos.
- Koki Tanaka como Kou Kusano, uno de los dos grandes amigos de Hiroto; es un buen chico, pero algo tonto y despistado, y un poco acomplejado porque no es atractivo como sus amigos sino más bien feo y además es desaliñado y ordinario en el vestir. Trabaja como chófer de camión (y es constantemente regañado por su jefe); se enamora solo de Yūko, la amiga de Nao.
- Yūta Hiraoka como Ayuta Ozawa, el otro gran amigo de Hiroto; un chico apuesto y que gusta vestir bien (para sus posibilidades), es una persona muy desinteresada y generosa, un gran apoyo para sus amistades. Su único defecto según sus amigos es que es indeciso y se toma tiempo para decidirse, por lo que fracasa a la hora de conquistar a las chicas. Será un confidente tanto para Hiroto como para Nao, y los ayudará mucho.
- Yoshiko Tanaka como Mitsuko Tsukioka, la madre de Nao; una mujer madura hermosa, y de buenos sentimientos como su hija. Es la única de la familia que se muestra comprensiva y solidaria con los sentimientos de Nao por Hiroto, y que no desconfía de él; es muy dulce y protectora con su hija. Tendrá un papel más importante al final de la historia.
- Zaitsu Kazuo como Yasuhiko Tsukioka, el padre de Nao; un empresario muy rico, que dirige un imperio forjado por su familia durante generaciones. Se opondrá a la relación de Nao con Hiroto desde que descubre su existencia, porque desconfía del chico y su familia, no lo ve digno de su hija y cree que puede perjudicar a Nao. Con su hija es un padre sobreprotector (en parte justificado por lo que ella sufrió en el pasado) y algo estricto o autoritario, pero a la vez la quiere mucho.
- Jun Kaname como Tatsuya Tsukioka, el hermano mayor de Nao; el estereotipo del chico joven rico, seguro de sí mismo y algo soberbio, a pesar de sus buenos modales, y según su hermana un mujeriego. Es protector con su única hermana, a la que salvó la vida en el pasado; por Hiroto siente una profunda desconfianza e incluso desprecio.
- Yo Kimiko como Akiko Kanzaki, la madre de Hiroto; una mujer rota por la trágica muerte de su marido, y con muchos problemas emocionales y algún vicio, incapaz de ayudar a su hijo a sobrellevar la pesada carga de la responsabilidad familiar y que a menudo es más bien un lastre para él. Será otro obstáculo para la relación de Hiroto con Nao cometiendo actos infames y vergonzosos que pondrán en peligro la felicidad de la pareja.
- Saito Ryusei como Ren Kanzaki, el hermano menor de Hiroto; un niño enfermo cuya vida está incluso en riesgo por su enfermedad. Llega a sentir un profundo cariño por Nao, que es muy buena con él, y la ve como su hermana.

- Datos: Q968389